# Tom Black
Thomas Donald "Tom" Black (West Salem, Wisconsin, 9 de julio de 1941) es un exjugador de baloncesto estadounidense que disputó una temporada en la NBA, además de jugar en la EPBL. Con 2,08 metros de estatura, jugaba en la posición de pívot.

## Trayectoria deportiva

### Universidad
Jugó durante su etapa universitaria con los Jackrabbits de la Universidad Estatal de Dakota del Sur, con los que gaón el título de la División II de la NCAA en 1963 derrotando en la final a Wittenberg, siendo incluido en el quinteto ideal del torneo. Es uno de los dos únicos jugadores de dicha universidad en llegar a jugar en la NBA.

### Profesional
Fue elegido en la septuagésimo segunda posición del Draft de la NBA de 1964 por Baltimore Bullets, pero no llegó a jugar profesionalmente hasta 1968, cuando lo hizo con los Akron Wingfoots de la EPBL.
En 1970 ficha como agente libre por los Seattle SuperSonics, con los que juega 55 partidos, en los que promedia 5,0 puntos y 4,1 rebotes, antes de ser despedido, fichando al día siguiente por el resto de la temporada con los Cincinnati Royals.

## Estadísticas de su carrera en la NBA

### Temporada regular
| Temporada | Edad | Equipo              | Liga | P  | TIT | MIN  | TC  | TCA | %TC  | 3P | 3PA | %3P | TL  | TLA | %TL  | R.OF. | R.DEF. | REB | ASIS | ROB | TAP | PER | FP  | PTS |
| 1970-71   | 29   | TOTAL               | NBA  | 71 |     | 12.3 | 1.7 | 4.2 | .402 |    |     |     | 0.8 | 1.2 | .648 |       |        | 3.6 | 0.6  |     |     |     | 1.9 | 4.2 |
| 1970-71   | 29   | Seattle SuperSonics | NBA  | 55 |     | 14.1 | 2.0 | 4.9 | .414 |    |     |     | 0.9 | 1.3 | .699 |       |        | 4.1 | 0.8  |     |     |     | 2.1 | 5.0 |
| 1970-71   | 29   | Cincinnati Royals   | NBA  | 16 |     | 6.3  | 0.6 | 2.1 | .303 |    |     |     | 0.4 | 0.9 | .400 |       |        | 2.1 | 0.1  |     |     |     | 1.3 | 1.6 |
| Total     |      |                     | NBA  | 71 |     | 12.3 | 1.7 | 4.2 | .402 |    |     |     | 0.8 | 1.2 | .648 |       |        | 3.6 | 0.6  |     |     |     | 1.9 | 4.2 |